# Schritte in der Nacht (1961)
Schritte in der Nacht ist ein deutscher Fernseh-Kriminalfilm aus dem Jahr 1961 über einen unbescholtenen Mann, der nachts von Mördern verfolgt wird.

## Handlung
Harry, Junggeselle und „kleiner Buchhalter“, besucht einmal die Woche zum Abendessen seinen Cousin Bill und dessen Frau Doris. Eines Abends reden die drei über eine kleine Erbschaft, die sie durch den Tod eines Onkels erhalten haben, und darüber, wie erstrebenswert Reichtum im Leben sei. Als Harry sich nachts auf den Heimweg macht, glaubt er, verfolgt zu werden. Die zwei Gangster Trigger und Joe bedrohen ihn mit einer Pistole; sie wollen allerdings kein Geld, sondern nehmen ihn im Auto mit, um ihn zu töten. Einen Grund verraten sie nicht. Harry verursacht durch einen Griff ins Lenkrad einen Unfall und flieht in eine Kneipe. Dort lockt ihn der Wirt, offenbar ein Komplize von Trigger, in eine Falle. Doch Harry schafft es, den Wirt zu überwältigen und mit dessen Waffe zu fliehen. Er läuft ins nächstbeste Hotel, wo er sich ein Zimmer nimmt und sich vom Portier per Telefon mit der Polizei verbinden lässt. Doch auch der Portier (wie, so scheint es, das gesamte Stadtviertel) wird von der Verbrecherbande bezahlt, und so steht nach wenigen Minuten nicht die Polizei, sondern Trigger in Harrys Zimmer. Harry erschießt ihn mit der Waffe des Wirts und flüchtet durchs Fenster. Er schafft es nach Hause, doch in seiner Wohnung sitzt schon jemand, der auf ihn wartet, und den Harry auch für einen Verbrecher hält und niederschießt.
In Panik ruft er Bill an, und dieser holt ihn ab und bietet ihm seine Hilfe an. In Bills und Doris’ Wohnung angekommen, erfährt Harry, dass der Mann, den er in seiner Wohnung erschoss, gar kein Verbrecher war, sondern ein Anwalt seines verstorbenen Onkels. Dieser war zuvor bei Bill, da er für beide eine wichtige Nachricht hatte. Harry versteht immer noch nicht, warum man ihn überhaupt verfolgte, doch nachdem er einen Schluck Kaffe aus seiner Tasse getrunken hat, die Doris ihm anbot, erfährt er die Wahrheit: Bill und Doris selbst haben Harrys Ermordung in Auftrag gegeben. Da dies fehlschlug, versuchen sie es nun selbst – mit vergiftetem Kaffee. Doch wieder hat Harry Glück im Unglück: Durch einen Zufall hatte er seine Tasse mit der von Bill vertauscht, und kurz darauf wird dieser durch das Gift getötet.
Später, bei der Polizei, erfährt Harry Bills Motiv: Der Anwalt brachte Bill die Nachricht von einem Geheimkonto des verstorbenen Onkels in Höhe von einer Million Dollar – die Bill nicht mit Harry teilen wollte. Noch verblüffter ist Harry, als dieser Anwalt, den er glaubte erschossen zu haben, plötzlich lebendig vor ihm steht. Harry hatte ihn nur in den Arm getroffen und er stellte sich tot. Da Harry glaubte, wirklich in Notwehr zu handeln, verzeiht der Anwalt ihm aber.

## Produktion
Der Film ist eine Produktion des Süddeutschen Rundfunks und basiert auf einem gleichnamigen Hörspiel. Er wurde am 18. Oktober 1961 zum ersten Mal ausgestrahlt. 2011 erschien er bei Pidax Film auf DVD.

## Rezeption
In den nach der DVD-Veröffentlichung verfassten Kritiken wird das Tempo der Handlung gelobt, ebenso wie die durch Licht, Ausstattung und Kameraarbeit erzeugte düstere Atmosphäre. Kritisch betrachtet wurden hingegen die schauspielerische Leistung der Darsteller sowie die eher einfache und erwartbare Auflösung der Handlung.

„Entstanden ist ein ebenso aufregender wie beklemmender Film in einer unheimlichen Atmosphäre. Für den Zuschauer ebenso wie für den verfolgten Protagonisten steigert sich die Spannung bis zum überraschenden Ende von Augenblick zu Augenblick.“